# Romanç africà
El romanç africà, afroromanç o llatí africà és una llengua romànica extinta que va ser parlada a la província romana d'Àfrica durant la dominació romana més tardana i sota l'Imperi Romà d'Orient primerenc, abans de l'annexió de la regió pel Califat Omeia el 696. Se sap poc o res d'aquesta llengua, perquè els textos romans africans i les inscripcions varen ser escrits exclusivament en llatí clàssic, però se suposa que el romanç africà hauria evolucionat de la llengua llatina vulgar (l'itàlic) mentre va ser parlat a l'Àfrica del Nord, abans de ser suplantat per l'àrab després de la conquesta musulmana.

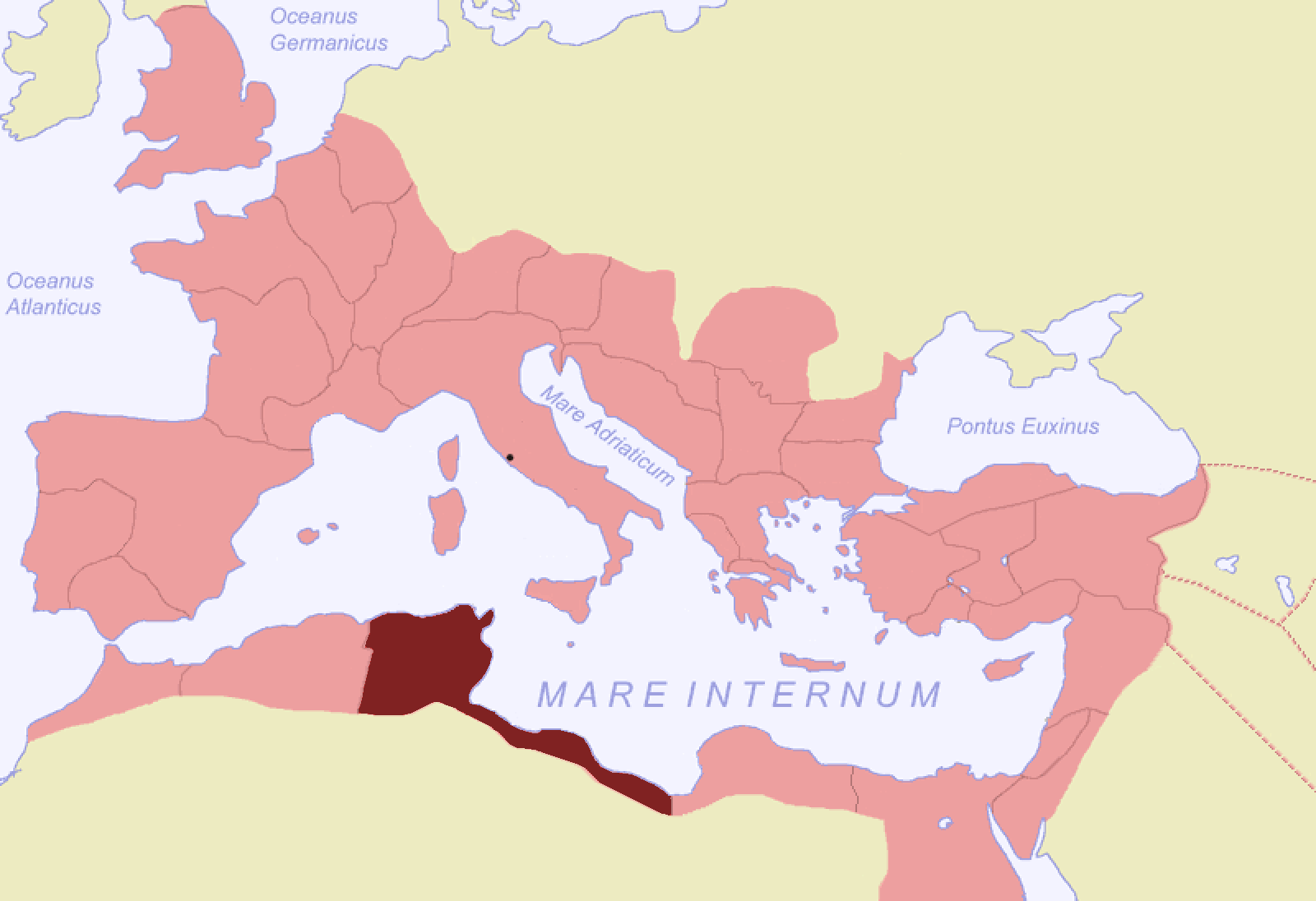
Província romana d'Àfrica devers 120.

La província romana d'Àfrica va ser organitzada el 146 aC després de la desfeta de Cartago a la Tercera Guerra Púnica. Cartago, destruïda per la guerra, va ser reconstruïda durant el mandat de Juli Cèsar com a colònia romana. En temps de l'Imperi Romà, la província esdevingué populosa i pròspera, i Cartago fou la segona ciutat més gran de parla llatina de l'imperi. El llatí era, tanmateix, en gran part un llenguatge urbà i costaner, ja que el púnic dels cartaginesos continuà d'ésser parlat a l'interior i a les àrees rurals en un període tan tardà com la primera meitat del segle v. És probable que l'amazic fos parlat ja en extenses àrees.
Àfrica va ser ocupada per la tribu germànica dels vàndals prop d'un segle, entre 429 i 534, fins que la província fou reconquerida per l'emperador romà d'Orient Justinià. Els canvis que van afectar el llatí parlat durant aquell temps es desconeixen. El llatí literari, tanmateix, va ser mantingut en un estàndard alt, com es pot constatar en la poesia llatina de l'escriptor africà Corip.

## Història

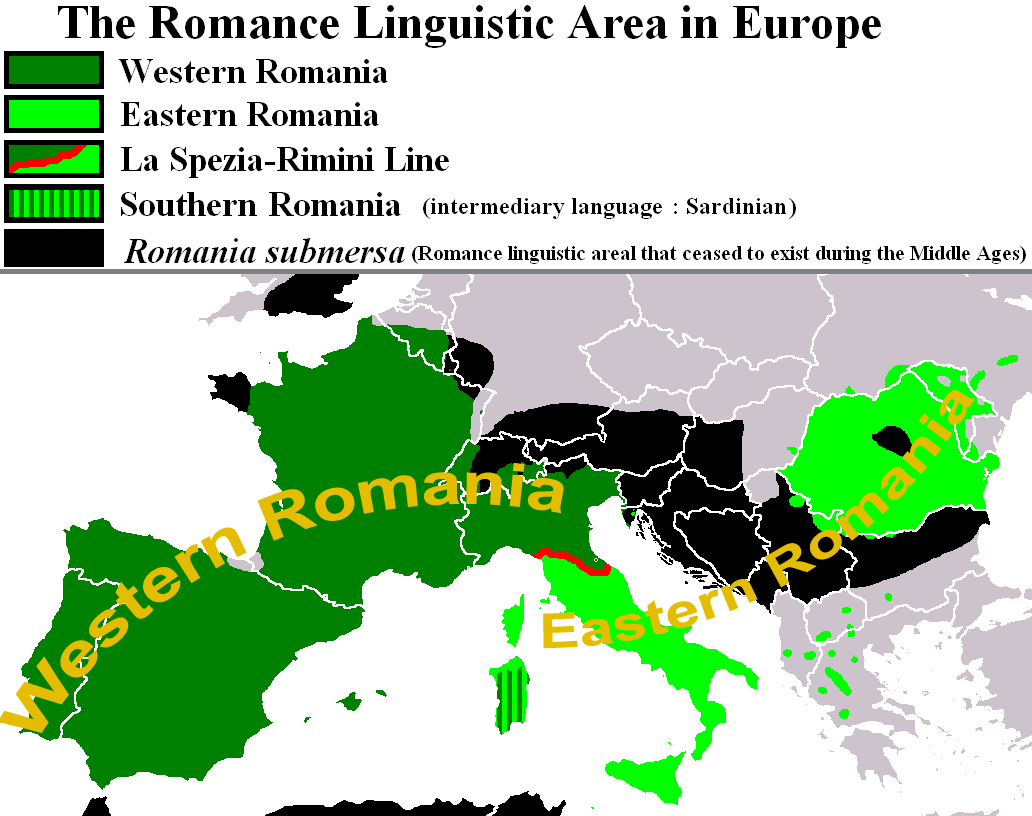
En el mapa es veu en negre la costa del Magreb on existí un idioma neollatí desaparegut

L'evolució del romanç africà després de la conquesta àrab del 696 és difícil d'esbrinar, encara que degué ser reemplaçat aviat per l'àrab com a llengua administrativa primària. En el moment de la conquesta la llengua romànica era parlada probablement a les ciutats, coexistint amb l'amazic. És incert definir quant de temps el romanç africà continuà sent parlat, però la seva influència en l'àrab africà del nord (particularment en la llengua del nord-oest, al Marroc) assenyala que hi tingué una presència significativa en els anys primerencs després de la conquesta àrab.
El mossàrab, el grup de dialectes romànics parlats a l'edat mitjana a Al-Àndalus que es va desenvolupar per separat del català i de les altres llengües romàniques de la península, degué compartir algunes característiques amb el romanç africà, però ens són molt desconegudes.
Els normands del Regne de Sicília quan conqueriren el seu Regne d'Àfrica en el segle xii, varen rebre ajuda de les poblacions cristianes existents a Tunísia, i alguns historiadors com Vermondo Brugnatelli argumenten que aquells cristians encara parlaven una llengua romànica. De fet, la llengua s'hi podria haver mantingut fins a l'arribada dels Banu Hilal àrabs i probablement fins al començament del segle xiv, segons Andrew H. Merrills i altres.
A més, en el segle xii el geògraf magrebí Muhàmmad al-Idrissí, descrivint Gafsa, al sud de Tunísia, va observar que «els seus habitants han estat berberitzats, i la majoria d'ells parlen la llengua llatina africana» (al-lissan al-latiní al-ifriqí).
Paolo Pompilio, humanista italià del segle xv, ofereix la descripció més significativa de la llengua i les seves característiques, esmentant que Riaria, un mercader català que havia viscut trenta anys al nord d'Àfrica, li havia dit que els vilatans de la regió muntanyenca de l'Aurès «parlen un llatí gairebé intacte i, quan els mots llatins estan corromputs, es passen al so i els costums de la llengua sarda».

## Llengües que s'hi relacionen
Muhàmmad al-Idrissí, en la seva obra geogràfica, ens dona una dada important sobre l'illa de Sardenya i el sard, en definir els seus habitants: «La gent de l'illa de Sardenya ètnicament són rum afàriqa [romans africans], berberitzants i salvatges, com qualsevol altra nació de rum. Aquest poble és coratjós i valent, i mai abandona les seves armes.»
Agustí d'Hipona afirmà que «les orelles africanes no tenen cap percepció de la brevetat o llargària de les vocals llatines». Aquesta informació concorda amb l'evolució de les vocals llatines en sard, idioma en el qual només han romàs cinc vocals (i cap diftong), a diferència de les altres llengües romàniques supervivents.
Una altra llengua romànica parlada a l'Àfrica del Nord abans de la colonització europea fou la lingua franca, un pidgin entre l'àrab i les llengües romàniques.

## Característiques
Els detalls de les característiques d'aquesta llengua no s'han conservat. No obstant això, el lingüista italià Vermondo Brugnatelli ha identificat alguns mots amazics, sobretot relacionats amb temes religiosos, com préstecs del llatí. Per exemple, en gadamès es diu äng'alus per identificar una entitat espiritual, utilitzant clarament una paraula del llatí angelus (àngel).
| Llatí clàssic        | Llatí clàssic     | Ī  | Ĭ  | Ē  | Œ  | Ĕ  | Æ  | Ā  | Ă  | Ŏ  | AU  | Ō  | Ŭ  | Ū  |
| -------------------- | ----------------- | -- | -- | -- | -- | -- | -- | -- | -- | -- | --- | -- | -- | -- |
| Sardenya i Àfrica    | Sardenya i Àfrica | *i | *i | *e | *e | *e | *e | *a | *a | *o | *o  | *o | *u | *u |
| Protorromanç europeu | Occidental        | *i | *e | *e | *e | *ɛ | *ɛ | *a | *a | *ɔ | *au | *o | *o | *u |
| Protorromanç europeu | Oriental          | *i | *e | *e | *e | *ɛ | *ɛ | *a | *a | *o | *o  | *o | *u | *u |
Partint dels manlleus de l'amazic al llatí, hom ha hipotesitzat que l'article que feia servir el romanç africà fos l'article salat.